# Kwak Dong-yeon
Kwak Dong-yeon (Daejeon, 19 marzo 1997) è un attore sudcoreano.

## Biografia
Kwak nasce il 19 marzo 1997 in Corea del Sud e vive a Daejeon con il padre, la madre e una sorella maggiore fino all'età di 13 anni, quando si trasferisce da solo a Seul per seguire il sogno di diventare un artista. Nel 2010 inizia a studiare musica alla FNC Academy, in particolare chitarra e basso, poi inizia a prendere lezioni di recitazione.
Il 26 febbraio 2014, non molto dopo il termine delle promozioni del drama Gamgyeok sidae: Tusin-ui tansaeng, sua madre muore di malattia.
L'8 febbraio 2013, Kwak finisce gli studi alla scuola media Munrae, Yeongdeungpo-gu, Seul, e poi si diploma alla School of Performing Arts Seoul.

### Carriera
Kwak era originariamente un chitarrista solista e cantante della Kokoma Band (letteralmente, "Little Kids' Band"), una band di apprendisti gestita da FNC Entertainment.
Kwak debuttò come attore nel 2012 nel ruolo di Bang Jang-goon nel drama coreano Neongkuljjae gulleo-on dangsin, per il quale vinse il premio "miglior giovane attore" ai Korea Drama Awards del 2012, partecipando anche alla colonna sonora con il brano "Ce Song", cantato insieme a Yoo Jun-sang e Kim Sang-ho. Seguirono, l'anno dopo, il serial storico Jang Ok-jeong, sarang-e salda e la miniserie Sachun-gi medley, nella quale interpretò il protagonista. A settembre 2013, Kwak iniziò a lavorare nel drama della rete KBS Gamgyeok sidae: Tusin-ui tansaeng, dove diede il volto al giovane Shin Jung-tae per quattro episodi.
Il 19 marzo 2014, ottenne il ruolo principale nel film televisivo Junghaksaeng A-yang, trasmesso il 6 aprile seguente, nel quale interpretò Lee Hae-joon, uno studente intelligente oggetto di bullismo nella sua nuova scuola. Alla fine di agosto, iniziò le riprese del serial Modern Farmer.
Nel 2016, ha ottenuto più riconoscimenti dopo aver recitato nella serie storica di successo KBS2 Love in the Moonlight nei panni di un abile spadaccino noto come Kim Byung-yeon. Il ruolo gli è valso una nomination come miglior nuovo attore ai KBS Drama Awards 2016 e al decimo Korea Drama Awards. Nel 2017, Kwak è apparso come ospite nel dramma Fight for my way, nei panni dell'ex fidanzato di Kim Ji-won, e ha interpretato un ruolo secondario nel dramma fantasy romantico della SBS Reunited Worlds.
Nel luglio 2017, Kwak è stato scelto per il ruolo di Michael, il protagonista dell'adattamento coreano dell'opera teatrale The Elephant Song, che si è svolto dal 6 settembre al 26 novembre presso l'ex teatro Suhyeonjae di Seoul.
Nel 2017, Kwak ha recitato come protagonista in uno speciale drammatico di KBS2 Slow. La sua interpretazione di un giocatore di baseball frustrato "che è caduto in una crisi ed era ansioso per un futuro incerto", gli è valso una nomination come miglior attore in un atto unico / speciale / cortometraggio ai KBS Drama Awards 2017. 
Il 27 novembre 2017, Kwak ha portato la fiamma delle Olimpiadi per i Giochi di Pyeongchang 2018 a Gokseong, nella provincia di South Jeolla, come parte della staffetta della torcia.
Nel 2018, è entrato a far parte del cast del dramma romantico della KBS Radio Romance , interpretando il ruolo di uno psichiatra che è il compagno di scuola e medico personale di Ji Soo-ho (Yoon Doo-joon). Ha anche recitato nella serie comica romantica di JTBC Gangnam Beauty, che è stata un successo e ha ottenuto un rinnovato riconoscimento per Kwak. Ha poi recitato nella commedia romantica della SBS My Strange Hero, che è il primo ruolo da cattivo di Kwak dopo il suo debutto. Il ruolo gli è valso una nomination per l'Excellence Award, attore in una miniserie agli SBS Drama Awards 2019.
Nel dicembre 2018, ha vinto l'Actor Award ai Korea First Brand Awards 2019.
Nel 2019, Kwak ha fatto un'apparizione speciale nel dramma della SBS Doctor Detective , interpretando Jung Ha-rang, un ingegnere dell'assistenza alle zanzariere di una scuola superiore professionale, che è stato distrutto da un incidente sul lavoro. Nello stesso anno, Kwak ha recitato nel dramma familiare Never Twice. Ha recitato come protagonista maschile lì con l'attrice Park Se-wan. Ha interpretato il ruolo di Na Hae-jun, l'erede di un hotel a cinque stelle. La performance gli è valsa una nomination per l'Excellence Award, attore in un dramma del fine settimana agli MBC Drama Awards 2019 e per l'eccellente premio, attore in un dramma seriale al 7 ° APAN Star Awards.
Nell'ottobre 2019, Kwak ha ripreso il suo ruolo in The Elephant Song, dal 22 novembre 2019 al 16 febbraio 2020.
Nel 2020 è apparso nel film sportivo Baseball Girl.  Ha anche fatto un'apparizione speciale nel dramma tvN Va bene non stare bene. Kwak assume il ruolo di un paziente maniacale con esibizionismo nel dramma. Nel giugno 2020, è stato annunciato che Kwak avrebbe fatto parte del cast dell'adattamento coreano della commedia musicale Something Rotten! Ha interpretato il ruolo di Nigel Bottom, un geniale drammaturgo che è anche puro e appassionato. La performance gli è valsa una nomination per il premio Rookie of the Year, categoria maschile al 5 ° Korea Musical Awards. Lo spettacolo si è svolto dal 7 agosto al 18 ottobre al Chungmu Art Center Grand Theatre. Nell'agosto 2020, Kwak ha firmato con la nuova agenzia H& Entertainment dopo aver lasciato FNC Entertainment.
Nel febbraio 2021, Kwak ha recitato nella serie televisiva di tvN Vincenzo. Ha interpretato il ruolo di Jang Han-seo, il fratellastro di Jang Jun-woo interpretato da Taecyeon, che funge pubblicamente da presidente al posto di suo fratello. Nel maggio 2021, Kwak si è unito allo spettacolo di varietà SBS Delicious Rendezvous insieme a Choi Won-young e Choi Ye-bin.
Nel 2022, Kwak è apparso nel film 6/45 come osservatore nel front force sudcoreano e nel dramma della MBC Big Mouth nei panni di un truffatore condannato chiamato Jerry.

## Filmografia
- Neongkuljjae gulleo-on dangsin (넝쿨째 굴러온 당신?) – serie TV (2012)
- Jang Ok-jeong, sarang-e salda (장옥정, 사랑에 살다?) – serie TV (2013)
- Sachun-gi medley (사춘기 메들리?) – miniserie TV (2013)
- Gamgyeok sidae: Tusin-ui tansaeng (감격시대: 투신의 탄생?) – serie TV (2014)
- Junghaksaeng A-yang (중학생 A양?) – film TV (2014)
- Modern Farmer (모던파머?) – serie TV (2014)
- Hwajeong (화정?) – serie TV (2015)
- Abi (아비?) – film TV (2015)
- Abujaeng-i yap! (아부쟁이 얍!?) – webserie (2016)
- Puck (퍽?, PeokLR) – miniserie TV (2016)
- Dor-a-wa-yo ajeossi (돌아와요 아저씨?) – serie TV (2016)
- Piribuneun sana-i (피리부는 사나이? – serie TV (2016)
- Gureumi geurin dalbit (구르미 그린 달빛?) – serie TV (2016)
- Ssam, my way (쌈, 마이웨이) - serie TV (2017)
- Radio Romance (라디오 로맨스?) – serie TV, 16 episodi (2018)
- Vincenzo (빈센조) - serie TV (2021)
- Big Mouth (빅마우스?, Bik ma-useuLR) – serie TV (2022)
- La regina delle lacrime (눈물의 여왕?, Nunmur-ui yeo-wangLR) – serie TV (2024)

## Riconoscimenti
| Anno | Premio                                  | Categoria                                     | Opera nominata                                         | Risultato       |
| ---- | --------------------------------------- | --------------------------------------------- | ------------------------------------------------------ | --------------- |
| 2012 | Korea Drama Awards                      | Miglior giovane attore                        | Neongkuljjae gulleo-on dangsin                         | Vincitore/trice |
| 2012 | KBS Drama Awards                        | Miglior giovane attore                        | Neongkuljjae gulleo-on dangsin                         | Candidato/a     |
| 2014 | Seoul International Youth Film Festival | Miglior giovane attore                        | Gamgyeok sidae: Tusin-ui tansaeng                      | Candidato/a     |
| 2014 | KBS Drama Awards                        | Miglior giovane attore                        | Gamgyeok sidae: Tusin-ui tansaeng, Junghaksaeng A-yang | Vincitore/trice |
| 2016 | KBS Drama Awards                        | Miglior nuovo attore                          | Gureumi geurin dalbit                                  | Candidato/a     |
| 2017 | KBS Drama Awards                        | Miglior attore in uno speciale/cortometraggio | Slow                                                   | Candidato       |
| 2017 | Korea Drama Awards                      | Miglior nuovo attore                          | Love in the Moonlight                                  | Candidato       |
| 2019 | Korea First Brand Awards                | Attore                                        | Kwak Dong-yeon                                         | Vincitore       |
| 2019 | MBC Drama Awards                        | Premio d'eccellenza                           | Never Twice                                            | Candidato       |
| 2019 | SBS Drama Awards                        | Premio d'eccellenza, attore in una miniserie  | My strange hero                                        | Candidato       |
| 2020 | Korea Musical Awards                    | Premio Rookie of the Year (maschile)          | Somenthing Rotten!                                     | Candidato       |